# Gabriel Terra
Gabriel Terra, född 1 augusti 1873, död 15 september 1942, var en uruguaynsk politiker. Han var Uruguays president mellan 1931 och 1938.